# Dependențele federale ale Venezuelei

Localizare

Dependențele federale ale Venezuelei cuprind toate insulele din apele teritoriale ale Venezuelei din Marea Caraibilor și din Golful Venezuelei. Locuitorii insulelor sunt în jur de 3.000 de persoane pe 342 km².
Dependențele federale ale Venezuelei sunt formate din circa 600 insule și formațiuni mai mici și se întind pe o distanță de 900 km de-a lungul coastelor Venezuelei. Cea mai mare insulă este Insula Tortuga care formază aproximativ jumătate din suprafața totală a dependențelor.

## Insulele și arhipelagurile sunt
- Arhipelagul Aves
- Insula Blanquilla
- Arhipelagul Los Frailes
- Insula Patos
- Arhipelagul Los Hermanos
- Arhipelagul Los Monjes
- Insula Orchila
- Insula Los Roques
- Arhipelagul Los Testigos
- Insula Tortuga
- Insula Sola